# Tirich Mir West II
Der Tirich Mir West II ist ein Nebengipfel des Tirich Mir im Hindukusch in Pakistan.
Der Tirich Mir West II hat eine Höhe von 7450 m (oder 7500 m). Er befindet sich 1,18 km nordwestlich des Hauptgipfels. 
Der Gipfel wurde im Jahr 1974 von den Italienern Guido Machetto und Beppe Re erstbestiegen. Diese wählten den Anstieg über Tirich Mir West III und die French Route.